# Hans Scharfetter

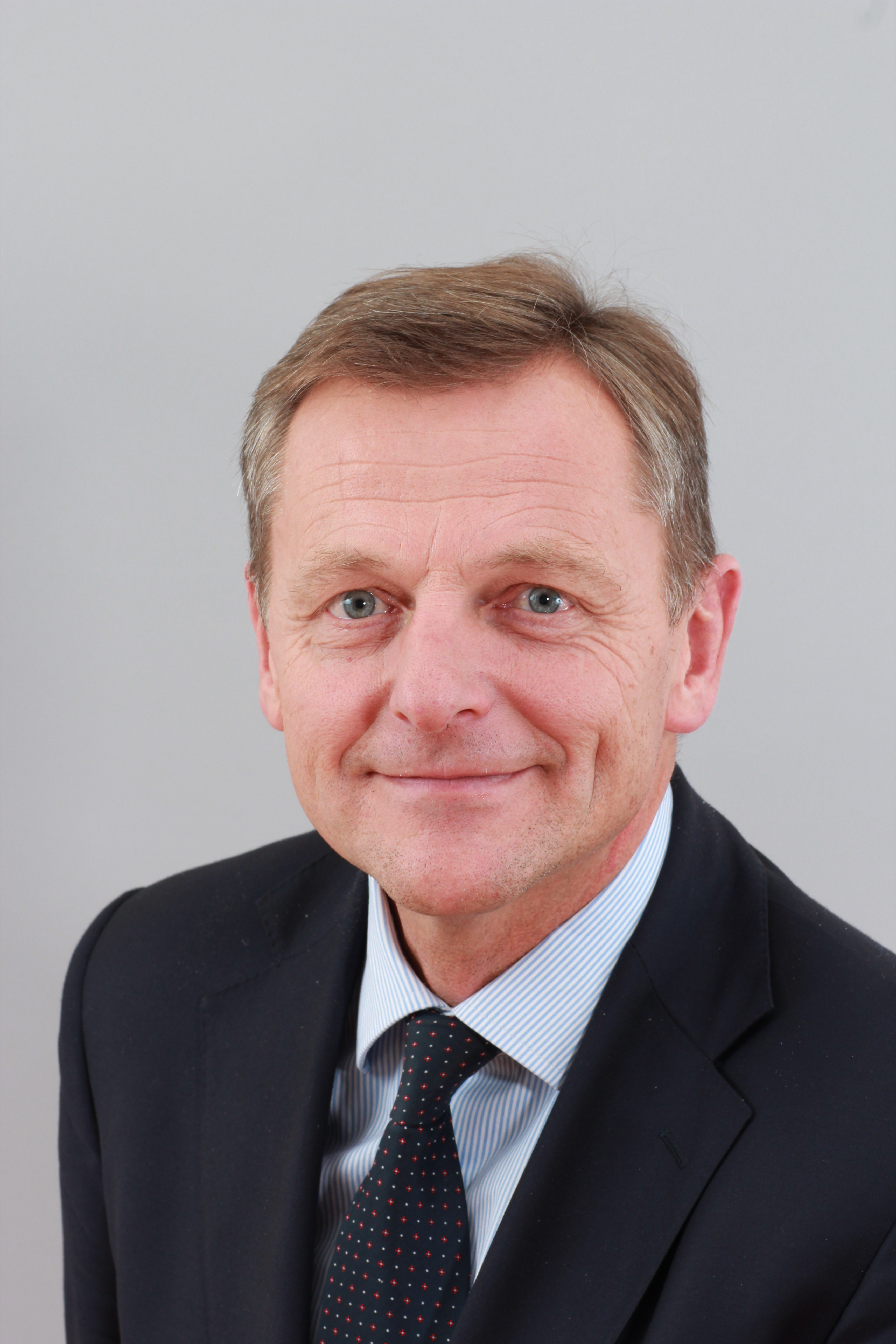
Hans Scharfetter (2011)

Hans Scharfetter (* 4. Juli 1962 in Schwarzach im Pongau) ist ein österreichischer Politiker (ÖVP) und Geschäftsführer. Scharfetter ist seit 2004 Abgeordneter zum Salzburger Landtag und zudem Vizepräsident der Wirtschaftskammer Salzburg.

## Ausbildung und Beruf
Nach dem Besuch der Volks- und Hauptschule in Bad Hofgastein absolvierte Scharfetter die dreijährige Hotelfachschule in Bad Hofgastein. Danach besuchte er die fünfjährige Tourismus-Fachschule in Salzburg-Kleßheim und leistete den Präsenzdienst ab. Er begann im Anschluss ein Studium der Rechtswissenschaften sowie Politik- und Kommunikationswissenschaften an der Universität Salzburg und schloss sein Studium 1991 mit der Sponsion zum Mag. phil. ab.
Scharfetter arbeitete in der Folge als Alleingeschäftsführer der Scharfetter Betriebe GmbH (Gastronomie/Vermietung sowie Land- und Forstwirtschaft) und ist geschäftsführender Obmann der Holzwärme Gastein GenmbH.
Seit 2013 ist er Mitglied des Kuratoriums der Salzburger Festspiele.

## Politik
Scharfetter ist seit 1989 in der Gemeindevertretung von Bad Hofgastein aktiv und seit 1994 Gemeinderat. Später wurde er auch zum ÖVP-Fraktionsobmann gewählt. Er übernahm in der Folge auch das Amt des Bezirksobmanns des Wirtschaftsbundes Pongau und ist zudem  Bezirksobmann-Stellvertreter des Bauernbundes. Er hat die Funktion des Obmanns von Pro Holz Salzburg inne, ist Aufsichtsratsvorsitzender des Kurzentrums Bad Hofgastein GmbH,  Beirat der Gasteiner Thermen-Errichtungsgesellschaft und Spartenobmann-Stellvertreter der Sparte Tourismus und Freizeitwirtschaft in der Wirtschaftskammer Salzburg. Im Juni 2008 wurde Scharfetter zum neuen Aufsichtsratsvorsitzenden der Fachhochschule Salzburg GmbH gewählt. Zudem übernahm er die Funktion des stellvertretenden Aufsichtsratsvorsitzenden in der Fachhochschule Salzburg Forschungsgesellschaft.
Scharfetter ist seit dem 28. April 2004 Abgeordneter zum Landtag. Er wurde zum Bereichssprecher für Tourismus (Hotellerie/Gastronomie, SLT/Verbände, Leitprojekte, neue Märkte), Energie (Wasserkraft, Salzburg AG, Alternativenergien, Atompolitik) und Wirtschaft gewählt und kandidiert bei der Landtagswahl 2009 auf Platz fünf der Pongauer Regionalwahlkreisliste, auf der ÖVP Landesliste wurde er an die siebte Stelle gereiht.
Im Oktober 2024 hob der Salzburger Landtag Scharfetters Immunität auf seinen eigenen Antrag hin auf, nachdem es im August 2024 auf der Schlossalm zu einem tödlichen Zwischenfall im Zusammenhang mit einer Kuhherde, die Scharfetter gehört, gekommen war.

## Privates
Scharfetter ist seit 1997 verheiratet und Vater von zwei Söhnen und zwei Töchtern.